# Jorge Gabrich
Jorge Luis Gabrich (Chovet, 14 oktober 1963) is een voormalig Argentijns voetballer. Hij speelde als aanvaller.
Gabrich begon in eigen land bij CA Defensores de Chovet en Instituto Atlético Central Córdoba. Vervolgens speelde hij voor Newell’s Old Boys. Gabrich werd eind 1983 gecontracteerd door FC Barcelona dat na de blessure van sterspeler Diego Maradona een tekort aan aanvallers had. De Argentijn kon echter niet overtuigen en hij speelde slechts twee wedstrijden in de Primera División voor Barça. In 1984 vertrok Gabrich naar Vélez Sarsfield. Aan het einde van zijn loopbaan speelde de Argentijn in 1993 nog voor het Mexicaanse Tecos de Guadalajara. Hij is een neef van Iván Gabrich.